# 李東華 (體操運動員)
李东华（1967年12月10日—），四川成都人，瑞士华人，体操运动员。

## 生平
李於1974年开始接受专业训练，1978年进入四川省队，1983年进入国家队。次年，李在训练中严重受伤，脾脏和一个肾脏被摘除。1986年，他在一次测验赛时不幸双脚脚踝跟腱同时断裂。从此之后，李只能专攻无需脚部力量的鞍马项目。虽然他在1987年夺得了全国鞍马冠军，但是仍然未能入选汉城奥运会阵容。
1988年，李在天安门广场偶遇一位瑞士背包游女孩爱丝柏兰莎（Esperanza Friedli），两人一见钟情。当年年底，李东华申请与爱丝柏兰莎结婚，但是没有得到中国体操队的批准。在此情况下，李毅然决定退出国家队。12月10日，两人在成都结婚，随即离开中国，定居瑞士卢塞恩。
在妻子的支持下，李东华在瑞士仍然保持每天进行半天的体操训练。在五年的等待以后，李于1993年取得了瑞士国籍，从而可以代表瑞士参加国际大赛。获得了1994年世界体操锦标赛鞍马铜牌、1995年世界体操锦标赛鞍马金牌、1996年，获得欧洲体操锦标赛鞍马金牌、亚特兰大奥运会鞍马金牌。
李在奥运会後即退出职业生涯，目前他居住在卢塞恩，开有自己的公关公司，并在四川投资了一家药厂。1996年生女李佳莉（Yasmin）。2005年，李同妻子友好分手。他现在的妻子是Qiang Huang。